# Ivan Drago
Ivan Drago é um personagem do filme Rocky IV, interpretado por Dolph Lundgren, e campeão olímpico de pesos pesados, na ficção da franquia.

## Sinopse
Nos Estados Unidos, em 1985, a imprensa esportiva começa a dar atenção aos atletas russos, que estão conseguindo bons resultados em diversas categorias (a esposa de Drago é campeã olímpica de natação). Apollo Creed (rival de Rocky Balboa em Rocky, um Lutador e Rocky II), por ser muito nacionalista, sente-se ofendido com a atenção que a imprensa desprendia a Drago, um lutador de boxe amador. Já a assessoria de Drago acredita que ele tem condições de derrotar o campeão mundial de pesos pesados, Rocky Balboa.
Apollo Creed demonstra-se indignado com as atitudes dos russos e decide investir contra Ivan Drago. Aposentado há cinco anos, no contexto da ficção, e com 39 anos de idade, ele desafia o russo. A luta é marcada como entretenimento e, de toda maneira, Apollo sente-se muito confiante. Apesar disso, Drago, mesmo sem algumas habilidades do boxe, nocauteia Apollo no segundo assalto, o que causa a morte desse oponente. "Se morrer, morreu", afirmou Drago depois da luta. Rocky, então, vai até a União Soviética enfrentá-lo, a fim de vingar o ex-rival, treinador e amigo.

### Luta contra Rocky
Balboa treina de forma primitiva: correndo na neve, levantando pedras, puxando carroças ou mesmo correndo em terrenos em declive — montanhas, por exemplo. Por outro lado, o treinamento de Ivan Drago é exposto no filme como um procedimento altamente sofisticado, acompanhado por aparelhos de alta tecnologia. 
O russo também é representado investindo em químicos não regulamentados ou autorizados pelas competições, o chamado doping — que, para além da caricatura, era relativamente comum por volta dos anos 70 e 80, especialmente entre os atletas do bloco Soviético. Ele é considerado um super-homem na União Soviética, sendo a força e a resistência dele muito acima das capacidades de um humano comum. Seu soco ultrapassa a marca dos 2.200 PSI (Pound-Force per Square Inch — "libras por polegada", em tradução livre).
Mesmo lutando no próprio país, Drago acaba perdendo o apoio da torcida durante a competição; os espectadores passaram a torcer pelo adversário americano, devido à tenacidade e, principalmente, ao carisma dele. O soviético acreditava que a luta seria fácil, mas Balboa resiste aos golpes do gigante. Após exaustiva duração do combate, Ivan Drago acaba por ser nocauteado no décima quinta — e última — rodada.

## EmRocky V
O personagem Ivan Drago também participa como cameo em Rocky V, no inicio do filme (final de Rocky IV; sendo derrotado por Rocky) e quando Rocky nocauteia Tommy Gunn (Drago surge nocauteando Rocky, lançando olhar irritado ao Rocky).

## EmCreed
Drago é mencionado por Rocky Balboa, quando fala sobre Apollo Creed para Adonis Creed no primeiro filme. Na sequência, em Creed 2, ele reaparece como treinador do próprio filho.

## Estilo de luta
Apesar de muito alto, Drago é incrivelmente rápido e igualmente forte. As qualidades físicas dele são sobre-humanas superando facilmente as de Balboa. Isso se deve, em parte, pelo uso das substâncias químicas que acompanham os treinos do personagem. Porém, percebe-se que ele sofre redução gradual da resistência no decorrer da luta.